# ماري تيريزا هامبرت
ماري تيريزا هامبرت (بالإنجليزية: Marie-Thérèse Humbert)‏ (17 يوليو 1940 في موريشيوس)؛ صحفية، كاتِبة وروائية موريشيوسية.